# Лютцов (линеен крайцер, 1913)
Вижте пояснителната страница за други значения на Лютцов.
„Лютцов“ (на немски: SMS Lützow) е линеен крайцер на Германския императорски военноморски флот от Първата световна война. Втори кораб от типа „Дерфлингер“.
Носи името си в чест на немския национален герой, барон Людвиг Адолф Вилхелм фон Лютцов, който застава начело на партизанската война в тила на Наполеоновите войски, окупирали Германия.
„Лютцов“ е въведен в състава на флота на 8 август 1915 г., но не успява да се присъедини към Флота на откритото море, до 20 март поради повреди в силовата установка по време на изпитанията. В резултат на това „Лютцов“, по време на войната, има само няколко бойни операции. Той участва в една от операциите по бомбардировката на Ярмът и Лоустофт, на 24 – 25 април 1916 г., след което корабът е назначен за флагман на адмирал Франц фон Хипер. Месец по-късно „Лютцов“ участва в Ютландското сражение от 31 май до 1 юни. По време на сражението „Лютцов“ потопява британския линеен крайцер „Инвинсибъл“, участва в потопяването на английския броненосен крайцер HMS Defence. „Лютцов“ е тежко повреден от снарядите на английските линкори. Без да има възможност да стигне до немски пристанища, след евакуация на екипажа му, крайцерът е потопен. Миноносеца G38 от ескорта изстрелва по него торпеда след което „Лютцов“ окончателно потъва.

## Ютландско сражение и гибел
На 31 май 1916 г., под флага на Франц фон Хипер, начело на колоната германски линейни крайцери – „Дерфлингер“, „Зайдлиц“ и „Молтке“ – той излиза начело на Флота на откритото море в поход, който завършва с Ютландското сражение. По време на боя стрелбата на крайцера, под ръководството на старшия артилерист фрегатен-капитана (капитан 2-ри ранг) Пашен, е една от най-добрите. За разлика от „Дерфлингер“, стрелящ с полузалпове – по едно оръдие от всяка кула, „Лютцов“ стрелял по ред с пълни залпове от носовите и кърмовите кули. Изстрелвайки 380 305-мм снаряда (52,7% от боекомплекта), в т.ч. 200 фугасни, той според оценките, има 19 попадения (5% от изстреляните снаряди). От тях 13 са в „Лайън“, едно в „Баръм“, две в „Инвинсибъл“ и три в „Дифенс“. От неговата стрелба потъва „Дифенс“ и, съвместно с „Дерфлингер“, „Инвинсибъл“. Също са нанесени тежки повреди на „Лайън“ (резултатът от боя за „Лайън“ би могъл да бъде много по-плачевен, ако „Лютцов“ не води в началото на боя стрелба с фугасни снаряди, а, както и „Дерфлингер“, използва бронебойни).
Самият крайцер получава като минимум 24 попадения от снаряди голям калибър (4 – 381-мм, 12 – 343-мм и 8 – 305-мм снаряда). Болшинството попадения са в носовата част на кораба. Особено тежките последствия са причинени от осемте 305-мм снаряда на „Инвинсибъл“ и, възможно, от „Инфлексибъл“ в течение на 8 минути по време на „основния бой между флотовете“ скоро след откриването на огъня в 19:20. Два снаряда (12-то и 13-то попадение) уцелват под броневия пояс в носовата част на крайцера пред кула „А“ в района на отделението на бордовите торпедни апарати. Това място не е защитено от противоминната преграда, и носовите отсеци започват бързо да се пълнят с вода. 14-то и 15-то попадения са в съседство с местата на попадения 12 и 13. „Лютцов“ за кратко приема 2000 тона вода, и газенето по носа се увеличава с 2,4 метра. Той е принуден да напусне строя, и в 19:47 Хипер временно предава командването на командира на „Дерфлингер“ Хартог и преминава на разрушителя G-39.
Задната преграда на торпедния отсек, с дебелина 30 мм, не издържава на напора на водата, и крайцерът на моменти трябва да снижава ход до три възела. От 20:05 до 20:37, по време на втория бой между флотите, „Лютцов“ получава още няколко попадения от линкорите на Гранд Флийт. Системата за изпомпване на водата не се справя, и към вечерта се наводняват зарядния и снарядния погреби на кулите „А“ и „Б“. Корабът постепенно потъва във водата, и към 00:45 на 1 юни под водата вече е цялата палуба плътно до кула „А“. Водата се добира до носовите котелни отделения, и те са изоставени. Опитите да се плава на заден ход не са успешни поради това, че възникват проблеми с управляемостта в условията на неспокойното море.
Към два часа през нощта бакът вече е на два метра под водата, а газенето по носа съставя 17 метра. Командирът на „Лютцов“, Хардер, заповядва да се напусне кораба. Водата достига до долния край на командния мостик, стволовете на кула „А“ се скриват под водата, а кърмата и винтовете напълно излизат над водата. Според сметките корабът е приел около 8319 тона вода – 4209 тона под бронираната палуба и 4110 тона над нея. Екипажът преминава на съпровождащите разрушители G-37, G-38, G-40 и V-45. В 2:45 разрушителят G-38 пуска по „Лютцов“ 2 торпеда, крайцерът се преобръща през десния борд и в 2:47 потъва на 60 мили от риф Хорнс (Horns Rev) в точката с координати 56°15′ с. ш. 5°53′ и. д. / 56.25° с. ш. 5.883333° и. д.. Загубите сред екипажа съставят 115 убити и 50 ранени.

## Коментари
1. ↑  Акронимът „SMS“ – е от на немски: Seiner Majestat Schiff – Кораб на Негово Величество.
2. ↑  В официалната немска класификация от онова време няма понятието „линеен крайцер“ (на немски: Schlachtkreuzer), и той, заедно с броненосните крайцери е класифициран като „голям крайцер“ (на немски: Großer Kreuzer)
3. ↑  Някои изследователи говорят за 31 и даже за 42 попадения, макар в това число да могат да влизат и снарядите среден калибър.